# La Ceiba (Ventalló)
La Ceiba és una obra de Ventalló (Alt Empordà) protegida com a bé cultural d'interès local.

## Descripció
Situada dins del petit nucli de Saldet, a l'extrem nord-est del municipi de Ventalló al qual pertany. L'edifici es troba a llevant de l'església de Santa Eugènia.
Gran masia de planta rectangular formada per dos cossos adossats, bastits en diferent època. La construcció més antiga, formada per quatre crugies, presenta la coberta de dues vessants de teula i està distribuït en planta baixa i pis. La façana principal, orientada a migdia, té un gran portal adovellat, amb els brancals bastits amb carreus ben desbastats, i la clau gravada amb un escut i la inscripció "IHS SEBASTIA LLAUSAS/ 1637". Al pis, hi ha dues obertures més, la finestra central i un balcó exempt, bastides amb carreus de pedra i la llinda plana. Les altres obertures són bastides amb maons. Adossat a la façana de ponent hi ha el forn, de planta circular. La construcció està bastida amb un aparell de pedra i argamassa, disposat més o menys regularment. Hi ha carreus a les cantonades.
El cos més modern també presenta la coberta de dues vessants i està distribuït en dues plantes, més una torre a la part superior. La façana presenta una galeria tancada amb barana d'obra decorada al pis, i la planta baixa presenta el parament de pedra vist. Està rematada amb una cornisa motllurada, damunt la que hi ha una barana amb plafó central amb les sigles "JF 1901". La torre és de planta rectangular, amb la teulada de quatre vessants i una galeria coberta a la part superior. L'interior de l'edifici consta de dues crugies separades per arcades de mig punt, amb el sostre de biguetes metàl·liques i revoltons. La resta de la construcció està arrebossada i emblanquinada.

## Història
Masia del segle xvii amb reformes posteriors. Cal destacar la construcció d'un segon cos a finals del segle xix o principis del XX, tal com ho indica la inscripció del frontó "J.F. 1901".